# Hans-Christian Bues
Hans-Christian Bues (* 1948 in Bad Harzburg) ist ein deutscher Schriftsteller.

## Leben
Hans-Christian Bues wuchs in Unterfranken auf. Er absolvierte ein Studium der Germanistik und Kommunikationsforschung und war anschließend tätig als Redakteur diverser Fachzeitschriften. Nachdem er ausgedehnte Reisen nach Russland, Amerika, Alaska, Australien und in andere Teile der Welt unternommen hatte, begann er mit dem Verfassen von Romanen, Reportagen und Reiseberichten. Bues lebt heute als freier Schriftsteller und Reisejournalist in Heisterbacherrott/Siebengebirge. Er ist Mitglied des Verbandes Deutscher Schriftstellerinnen und Schriftsteller (VS).

## Werke
- In Teufels Namen, Bergisch Gladbach 2004
- Tödliches Gold, Bergisch Gladbach 2004
- Wenn Rosen vom Himmel fallen, Bergisch Gladbach 2005
- Abenteuer Yukon-Territorium, Norderstedt (zusammen mit Eckhard Barth)
  - 1. Yukon River, 2009
  - 2. Teslin River, 2009
  - 3. Eagle Island, Big Salmon River, 2009
  - 4. Pelly River, 2009
  - 5. Upper Liard River, 2009